# Santa Cruz de Terrenate
El Presidio Santa Cruz de Terrenate fue un presidio de fundación novohispana del siglo XVIII, situado en el Condado de Cochise, Arizona, en los Estados Unidos de América .

## Historia
Su construcción data de 1775. Fue edificado sobre una loma con vistas al río San Pedro por el coronel del ejército español de origen irlandés Hugo O´Conor para el rey de España Carlos III. Su guarnición la constituían soldados de cuera.  Se trata de la segunda ubicación del presidio, ya que tuvo una primera fundación en 1741 en Terrenate (Sonora), que fue trasladado debido al Reglamento e  instrucción para los presidios que se han de formar en la línea de frontera de la Nueva España, resuelto por el rey nuestro señor en cédula de 10 de septiembre de 1772. El propósito era establecer, a lo largo de la Frontera Norte o del Septentrión de Nueva España, una línea defensiva. El traslado afectó también, de diferentes maneras, a los de Tubac, Real de Tucsón, Fronteras o Altar.
Sin embargo, el presidio nunca se completó según las especificaciones debido a los ataques de Apache sobre los suministros y las necesidades de la guerra anglo-española. Estos contribuyeron al abandono de la guarnición en 1780 y el traslado del presidio a la antigua ubicación de la misión Santa María Suamca, actual Santa Cruz (Sonora).
Tras la venta de la Mesilla de 1854 fue incorporado a los EE. UU. En 1878, el presidio fue ocupado brevemente por el ejército de los Estados Unidos, pero fue abandonado más tarde ese mismo año.

## Descripción
Actualmente se identifican los testimonios de los muros en adobe del Presidio e instalaciones auxiliares. Sus ruinas son las mejor conservadas de entre los presidios novohispanos construidos desde Texas a Alta California.
El sitio arqueológico del presidio ha sido objeto de varios trabajos arqueológicos como los de Charles DiPeso (1951), Gerald (1968) o  Seymour (1989, 2007 y 2010). Estos han identificado las estructuras de adobe empleadas como alojamiento de la tropa y sus familiares. Además, los trabajos han puesto de manifiesto un asentamiento empleado por los Sobaipuri y su relación con ocupaciones anteriores Hohokam y Arcaica.
Se encuentra en el Área de conservación nacional de los Estados Unidos Ribera de San Pedro.